# Final de la Copa de Oro de la Concacaf 2003

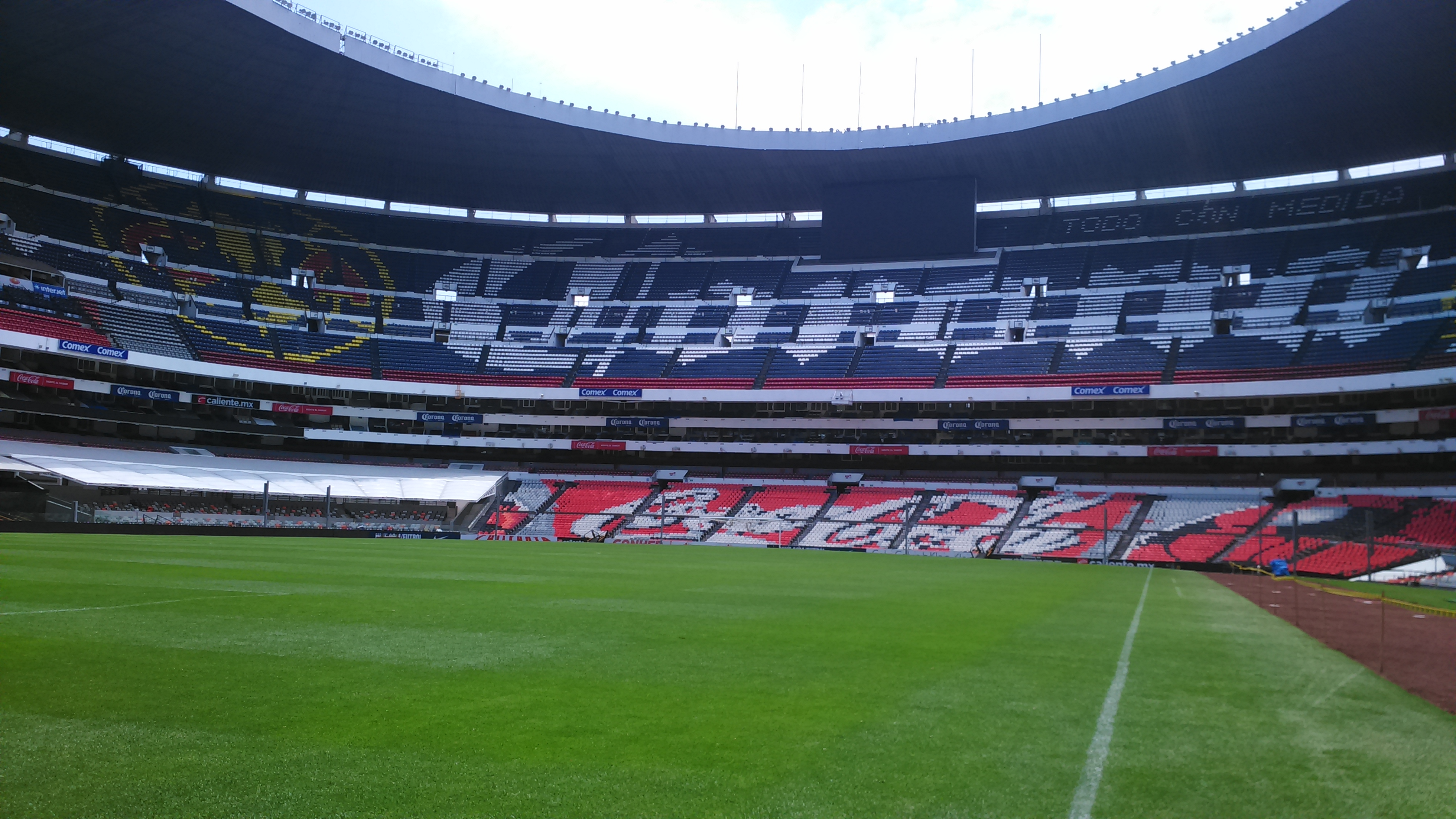
El Estadio Azteca fue la sede de la final del torneo.

La final de la Copa de Oro de la Concacaf de 2003 se disputó en el Estadio Azteca el 27 de julio de 2003. Los equipos que llegaron al encuentro decisivo fueron la selección anfitriona México y la selección de Brasil que disputó el torneo como equipo invitado. Esta fue la segunda final que Brasil disputó en la competencia de la Concacaf, la ocasión anterior fue en 1996 donde la selección de México también salió victoriosa.

## Enfrentamiento
| Bandera de Brasil | vs. | Bandera de México |
| Brasil 0          | vs. | México 1          |
| ----------------- | --- | ----------------- |

## Camino a la final
| Equipo   | Pts. | PJ | PG | PE | PP | GF | GC | Dif |
| -------- | ---- | -- | -- | -- | -- | -- | -- | --- |
| México   | 4    | 2  | 1  | 1  | 0  | 1  | 0  | +1  |
| Brasil   | 3    | 2  | 1  | 0  | 1  | 2  | 2  | 0   |
| Honduras | 1    | 2  | 0  | 1  | 1  | 1  | 2  | -1  |

| Equipo   | Pts. | PJ | PG | PE | PP | GF | GC | Dif |
| -------- | ---- | -- | -- | -- | -- | -- | -- | --- |
| México   | 4    | 2  | 1  | 1  | 0  | 1  | 0  | +1  |
| Brasil   | 3    | 2  | 1  | 0  | 1  | 2  | 2  | 0   |
| Honduras | 1    | 2  | 0  | 1  | 1  | 1  | 2  | -1  |

## Partido
| 1          | Guardameta     | Heurelho da Silva Gomes |     |
| 2          | Defensa        | Maicon                  |     |
| 3          | Defensa        | Luisão                  |     |
| 4          | Defensa        | Alex                    |     |
| 5          | Defensa        | Adriano Correia         | 60' |
| 6          | Centrocampista | Paulo Almeida           |     |
| 7          | Centrocampista | Júlio Baptista          |     |
| 8          | Centrocampista | Kaká                    |     |
| 10         | Centrocampista | Diego                   |     |
| 11         | Delantero      | Robinho                 | 46' |
| 15         | Delantero      | Nilmar                  | 90' |
| Entrenador | Entrenador     | Ricardo Gomes           |     |

| 1          | Guardameta     | Oswaldo Sánchez    |     |
| 2          | Defensa        | Fernando Salazar   | 76' |
| 3          | Defensa        | Omar Briceño       |     |
| 5          | Defensa        | Ricardo Osorio     |     |
| 6          | Defensa        | Octavio Valdez     |     |
| 18         | Defensa        | Salvador Carmona   |     |
| 8          | Centrocampista | Pavel Pardo        |     |
| 14         | Centrocampista | Luis Ernesto Perez |     |
| 20         | Centrocampista | Rafael García      | 65' |
| 21         | Centrocampista | Jesús Arellano     | 65' |
| 9          | Delantero      | Jared Borguetti    |     |
| Entrenador | Entrenador     | Ricardo Lavolpe    |     |

| 17 | Centrocampista | Carlos Alberto Gomes | 46' |
| 13 | Centrocampista | Paulo Coelho         | 60' |
| 9  | Delantero      | Ewerthon             | 90' |

| 11 | Delantero      | Daniel Osorno        | 65' |
| 15 | Centrocampista | Juan Pablo Rodríguez | 65' |
| 16 | Defensa        | Mario Méndez         | 76' |

| Amonestado | 15' | Júlio Baptista |
| Amonestado | 54' | Diego          |
| Amonestado | 76' | Luisão         |
| Amonestado | 87' | Paulo Almeida  |

| Amonestado | 86' | Salvador Carmona |

| Gol de oro anotado | 97' | Daniel Osorno | 0-1 |

| Árbitro             | Mauricio Navarro    |
| Árbitros asistentes | Héctor Vergara      |
| Árbitros asistentes | Modesto Hierrezuelo |
| Cuarto árbitro      | Nery Alfaro         |

| 1          | Guardameta     | Heurelho da Silva Gomes |     |
| 2          | Defensa        | Maicon                  |     |
| 3          | Defensa        | Luisão                  |     |
| 4          | Defensa        | Alex                    |     |
| 5          | Defensa        | Adriano Correia         | 60' |
| 6          | Centrocampista | Paulo Almeida           |     |
| 7          | Centrocampista | Júlio Baptista          |     |
| 8          | Centrocampista | Kaká                    |     |
| 10         | Centrocampista | Diego                   |     |
| 11         | Delantero      | Robinho                 | 46' |
| 15         | Delantero      | Nilmar                  | 90' |
| Entrenador | Entrenador     | Ricardo Gomes           |     |

| 1          | Guardameta     | Oswaldo Sánchez    |     |
| 2          | Defensa        | Fernando Salazar   | 76' |
| 3          | Defensa        | Omar Briceño       |     |
| 5          | Defensa        | Ricardo Osorio     |     |
| 6          | Defensa        | Octavio Valdez     |     |
| 18         | Defensa        | Salvador Carmona   |     |
| 8          | Centrocampista | Pavel Pardo        |     |
| 14         | Centrocampista | Luis Ernesto Perez |     |
| 20         | Centrocampista | Rafael García      | 65' |
| 21         | Centrocampista | Jesús Arellano     | 65' |
| 9          | Delantero      | Jared Borguetti    |     |
| Entrenador | Entrenador     | Ricardo Lavolpe    |     |

| 17 | Centrocampista | Carlos Alberto Gomes | 46' |
| 13 | Centrocampista | Paulo Coelho         | 60' |
| 9  | Delantero      | Ewerthon             | 90' |

| 11 | Delantero      | Daniel Osorno        | 65' |
| 15 | Centrocampista | Juan Pablo Rodríguez | 65' |
| 16 | Defensa        | Mario Méndez         | 76' |

| Amonestado | 15' | Júlio Baptista |
| Amonestado | 54' | Diego          |
| Amonestado | 76' | Luisão         |
| Amonestado | 87' | Paulo Almeida  |

| Amonestado | 86' | Salvador Carmona |

| Gol de oro anotado | 97' | Daniel Osorno | 0-1 |

| Árbitro             | Mauricio Navarro    |
| Árbitros asistentes | Héctor Vergara      |
| Árbitros asistentes | Modesto Hierrezuelo |
| Cuarto árbitro      | Nery Alfaro         |

|                   |
| Bandera de México |
| Campeón México    |
| 7.mo título       |